# زالپلون
زالپلون که با نام تجاری سوناتا(Sonata) مشهور است، و در ایران توسط شرکت‌های بسیار محدودی چون شهردارو و سبحان دارو تولید گشته و جزو داروهای بسیار کمیاب محسوب می‌شود، یک داروی آرامبخش - خواب‌آور است که برای درمان بی‌خوابی استفاده می‌شود. زالپلون یک خواب‌آور غیر بنزودیازپینی از گروه پیرازولوپیریمیدین است.
زالپلون ترکیبی مشابه با گروه دارویی معروف تحت عنوان بنزودیازپین‌ها دارد. اگرچه حتی اثرات آن نیز شبیه بنزودیازپین‌ها است اما جزو آنها نیست. ساختار شیمیایی زالپلون بیشتر شبیه داروهای زولپیدم، زوپیکلون و اِس زوپیکلون است. این داروها به داروهای "گروه Z" مشهور هستند زیرا اول اسم همه آنها حرف "Z" دارد. این داروها جدیدترین نسل داروهای خواب‌آور هستند و عوارض و علی‌الخصوص اعتیادآوری کمتری نسبت به گروه قبلی یعنی بنزودیازپین‌ها دارند اما یکی از عوارض بسیار آزاردهنده آنها مخصوصاً در دوزهای بالا هالوسه (توهم) است. هالوسه ناشی از این داروها به شدت به دوز وابسته است. در بین این گروه دارویی زولپیدم بیشترین هالوسه را دارد. توهمات اغلب دیداری و شنیداری هستند. تغییرات گسترده و شدید در ادراک و آگاهی نسبت به زمان و مکان نیز رایج بوده‌اند. برخی حس کرده‌اند در یک زمین فوتبال قرار دارند! برخی با چاقو و از روی عدم آگاهی به وسایل خانه آسیب رسانده‌اند. موارد خودزنی مانند بریدن دست با چاقو نیز به وفور مشاهده شده‌است. علی‌رغم اینکه این افراد دچار پرخاشگری و توهم می‌شوند و حتی به خودشان صدمه می‌زنند، اما به خوبی تشخیص می‌دهند که نباید به انسان‌ها آسیب برسانند. آنها فقط از لحاظ پزشکی دچار مهارگسیختگی بسیار شدید و توهم و هذیان می‌شوند. به‌طور کلی داروهای "گروه Z" همچون زالپلون نیمه عمر کوتاهی دارند (این دارو بین ۱ تا ۱/۵ ساعت) و متابولیسم آنها کبدی است.